# Chiesa di San Vigilio (Calco)
La chiesa di San Vigilio è la parrocchiale di Calco, in provincia di Lecco ed arcidiocesi di Milano; fa parte del decanato di Brivio.

## Storia
La prima citazione di una chiesa a Calco risale alla fine del XIII secolo ed è contenuta nel Liber Notitiae Sanctorum Mediolani, nel quale si legge che era filiale della pieve dei Santi Sisinio, Martirio e Alessandro di Brivio; siffatta situazione è confermata pure nella Notitia cleri del 1398.
Grazie al Liber seminarii del 1564 si conosce che allora la chiesa di San Viglio era sede di una rettoria sempre dipendente dalla pieve di Brivio e che in paese sorgeva pure una cappella intitolata a Sant'Ambrogio.
Nella prima metà del XVIII secolo l'antica chiesa non era più in grado di soddisfare le esigenze dei fedeli e, così, si decise di demolirla per edificarne una di maggiori dimensioni. La prima pietra della nuova parrocchiale fu posta nel 1748; l'edificio, disegnato da Giacomo Antonietti,  venne portato a termine nel 1760.
Nel frattempo, nel 1754 l'arcivescovo di Milano Giuseppe Pozzobonelli era giunto a Calco compiendo la sua visita pastorale e aveva trovato che la parrocchiale, in cui aveva sede la confraternita della Santissima Vergine della Cintura, aveva come filiali le chiese di San Rocco, di Sant'Ambrogio, dei Santi Carlo e Maria Maddalena, di Santa Maria della Neve in località Buttero, della Beata Vergine Maria Assunta in Cielo presso la borgata di Casanova, di Sant'Antonio da Padova a Boffalora e Santi Pietro e Paolo nella contrada di Bivolco e che il numero de' fedeli era pari a 840.
La chiesa fu oggetto di un intervento di ristrutturazione tra il 1895 e il 1898; intanto, nel 1897 l'arcivescovo Andrea Carlo Ferrari aveva compiuto la sua visita e annotò che i fedeli erano 2080, che il reddito ammontava a circa 1841 lire e che la parrocchiale, in cui aveva sede la confraternita del Santissimo Sacramento, aveva alle sue dipendenze gli oratori dei Santi Agostino e Monica, della Beata Vergine Assunta in località Canova, dei Santi Pietro e Paolo a Beolco, di Sant'Ambrogio nella borgata di Ronco, dei Santi Carlo e Maria Maddalena a Calco Superiore e di Sant'Antonio da Padova nella contrada di Boffalora.
Nel 1993 fu posato il nuovo pavimento dall'architetto Ugo Grimoldi e poi, nel 2016, il tetto dell'edificio e le mura perimetrali vennero interessate da un restauro.

## Descrizione

### Facciata
La facciata della chiesa è divisa da una cornice marcapiano in due registri; l'ordine inferiore è preceduto da un portico dotato di tre aperture e da colonne lisce sopra le quali si impostano le arcate, mentre quello superiore è tripartito da quattro lesene sorreggenti il timpano triangolare aggettante.

### Interno
L'interno dell'edificio è composto da un'unica navata di forma rettangolare, divisa in tre campate, sul cui lato destro si affacciano due cappelle e sul sinistro tre e le cui pareti sono scandite da paraste sorreggenti la cornice sopra la quale s'imposta la volta a crociera; al termine dell'aula si sviluppa il presbiterio, rialzato di tre gradini.